# Ремесленная выставка в Москве (1885)
Ремесленная выставка в Москве прошла в 1885 годе, по инициативе Общества любителей естествознания, антропологии и этнографии (ОЛЕАиЭ) при Московском университете. 

## Предыстория
Центральный павильон Всероссийской промышленно-художественной выставки 1882 года простоял на Ходынке до 1895 года. В нём устраивались различные экспозиции, крупнейшими из которых были Всероссийская ремесленная выставка 1885 года (а также Французская торгово-промышленная выставка 1891 года — первый иностранный смотр в России).

## Интересные факты
- По случаю данного события была выпущена монета-жетон[2].
- К 100-летнему юбилею Ремесленной выставки в Москве 1885 также была выпущена копия медали[3].
- В этом же году в Курске прошла Курская сельскохозяйственная и промышленная 1885 выставка.